# مقاطعة ريد ريفر (لويزيانا)
مقاطعة ريد ريفر (بالإنجليزية: Red River Parish, Louisiana)‏ هي إحدى مقاطعات ولاية لويزيانا في الولايات المتحدة. تأسست سنة 1871، وتبلغ مساحتها 1041 كم2، بلغ عدد سكانها 9091 نسمة في عام 2010 حسب إحصاء مكتب تعداد الولايات المتحدة وتصل الكثافة السكانية فيها 10 نسمة/كم2.

## وصلات خارجية
- United States Counties